# Miedwiedok
Miedwiedok (ros. Медведок) – osiedle w Rosji, w obwodzie kirowskim, w rejonie nolińskim. W 2010 liczyło 1756 mieszkańców.